# Жан-П'єр Бемба
Жан-П'єр Бемба Гомбо (фр. Jean-Pierre Bemba Gombo; народився 4 листопада 1962, Бокада, Північне Убанґі (Екваторіальна провінція) — конголезький політик, віце-президент ДРК в 2003—2006 роках, кандидат у президенти на виборах 2006 року (зайняв друге місце), лідер Визвольного руху Конго. З 2008 року перебуває під слідством у Міжнародному кримінальному суді за звинуваченням у військових злочинах. 22 березня 2016 року Міжнародний кримінальний суд визнав Жана-П'єра Бембу винним у військових злочинах і злочинах проти людства.

## Біографія
Народився в сім'ї великого бізнесмена, близького до Мобуту Сесе Секо, сестра Жана-П'єра одружена з одним із синів диктатора. Отримав освіту в галузі управління бізнесом в Брюсселі, сам продовжував справи батька. На початку 1990-х років був особистим помічником Сесе Секо. Після повалення диктатора Бемба за прямої підтримки Уганди сформував Визвольний рух Конго (1998 рік), яке взяло активну участь у Другій конголезької війні на стороні антиурядових сил. ОДК зайняло всю північну частину країни. У 2002 році президент Центральноафриканської Республіки Анж-Фелікс Патассе запросив Визвольний рух Конго на боротьбу з повстанцями. Перебування загонів ОДК в ЦАР було відзначено жорстоким ставленням до мирного населення, що пізніше стало підставою для його притягнення до суду. Згідно з умовами перемир'я, в 2003 році Бемба, як лідер великої антиурядового угруповання, отримав посаду віце-президента. У 2006 році виставив свою кандидатуру на президентських виборах. Він отримав 3 392 592 (20,03 %) голосів у першому турі і 6 819 822 (41,95 %) — у другому. Значну частину його електорату склало населення північних регіонів — так, у другому турі в Екваторіальній провінції за Бембу проголосувало 2,4 млн виборців проти 70 тисяч за Жозефа Кабилу.

## Звинувачення і Вирок
У 2008 році Бемба був заарештований в Брюсселі за ордером Міжнародного кримінального суду. Проти нього висунуто звинувачення за двома епізодами злочинів проти людяності (вбивства, зґвалтування) і трьома епізодами військових злочинів (вбивства, зґвалтування, мародерство). Бемба звинувачують у потуранні бездіяльністю, коли «протягом п'яти місяців своєї присутності на території Центрально-Африканської республіки члени збройного руху [ОДК] ґвалтували жінок, чоловіків, дітей і старих, грабували і вбивали всіх, хто чинив їм найменший спротив».
22 березня 2016 року Міжнародний кримінальний суд визнав Жана-П'єра Бембу у військових злочинах і злочинах проти людства. Суд визнав, що Бемба як лідер Визвольного руху Конго мав повний контроль над своїми підлеглими і знав про злочини, які вони здійснюють, проте не вжив жодних заходів для того, щоб припинити їх. Цей вердикт став першим випадком в історії МКС, коли підсудний був визнаний винним, крім іншого, у сексуальному насильстві (бойовики Бемби часто ґвалтували жінок та дівчат на очах у їх родичів).